# Cuauhtémoc, Nayarit
Cuauhtémoc är en ort i Mexiko.   Den ligger i kommunen Del Nayar och delstaten Nayarit, i den centrala delen av landet, 600 km väster om huvudstaden Mexico City. Cuauhtémoc ligger 643 meter över havet och antalet invånare är 212.
Terrängen runt Cuauhtémoc är kuperad söderut, men norrut är den bergig. Terrängen runt Cuauhtémoc sluttar västerut. Runt Cuauhtémoc är det mycket glesbefolkat, med 5 invånare per kvadratkilometer. Närmaste större samhälle är Zapote de Picachos, 17,4 km väster om Cuauhtémoc. I omgivningarna runt Cuauhtémoc växer huvudsakligen savannskog.